# Have a Cigar
„Have a Cigar“ je třetí skladba z alba Wish You Were Here, které Pink Floyd vydali roku 1975. Následuje za sklabou „Welcome to the Machine“ a na původním LP otvírá druhou stranu. Na některých trzích byla vydána jako singl.

## Skladba a nahrávání
Hudbu i text napsal Roger Waters jako kritiku na pokrytectví a nenasytnost uvnitř hudebního průmyslu. Muzika jako taková je více rockově orientovaná než zbytek alba; začíná zvláštním riffem na kytaru a basu, dále doplněna další kytarou, elektrickým pianem a syntezátorem. Skladbu měl původně zpívat Roger Waters, ale potom, co si namohl hlas u skladby Shine On You Crazy Diamond, byla nazpívána hostem Royem Harperem, který tou dobou ve vedlejším studiu nahrával své album HQ; David Gilmour ji zpívat odmítl.

## Sestava
- Roger Waters – baskytara a klávesy
- David Gilmour – elektrická kytara, další klávesy
- Richard Wright – Wurlitzer electric piano, ARP string synthesizer, Mini-Moog synthesizers, Hohner clavinet D6
- Nick Mason – bicí
- Roy Harper – zpěv